# 埃里克·弗兰克
埃里克·弗兰克（德語：Eric Franke，1989年8月16日—），德国男子雪车运动员。他曾代表德国参加2018年冬季奥林匹克运动会雪车比赛，联同尼科·瓦尔特、凯温·库斯克和亚历山大·勒迪格获得四人银牌。